# Hardinghen
Hardinghen (Nederlands: Hardingen; minder gebruikelijk) is een gemeente in het Franse departement Pas-de-Calais (regio Hauts-de-France). De plaats maakt deel uit van het arrondissement Calais. Hardinghen telde op 1 januari 2022 1.245 inwoners.

## Naam
De plaatsnaam heeft een Oudnederlandse herkomst. De oudste vermelding is uit het jaar 1138 als Hervedingehem. Het betreft een samenstelling, waarbij het eerste element een afleiding is van een persoonsnaam + het afstammingsuffix -ing +  -heem (woonplaats, woongebied, dorp, buurtschap). De betekenis van de plaatsnaam is dan: 'woning, woonplaats van de lieden van X'. De huidige Franstalige plaatsnaam is hiervan een fonetische nabootsing.
De spelling van de naam van het dorp heeft door de eeuwen heen gevarieerd. Chronologisch heette het achtereenvolgens: * Hervadingahem en Hervedigehem (1084 en 1116), Hervedingehem (1138), Hervedinguehem (1164), Ervedinghem (v. 1179), Hervinghen (1220), Hervinghem (1286), Hervedinghehem (einde XIII eeuw), Hervedinghen (1556), Hardingan (1658), Hardinguen (1707), Hardinghen (1793). Hierna kreeg en behield het zijn huidige naam en spellingswijze.
De naam van de plaats luidt in het Frans-Vlaams: Hardingen.

## Geografie
De oppervlakte van Hardinghen bedroeg op 1 januari 2022 8,24 vierkante kilometer; de bevolkingsdichtheid was toen 151,1 inwoners per km².

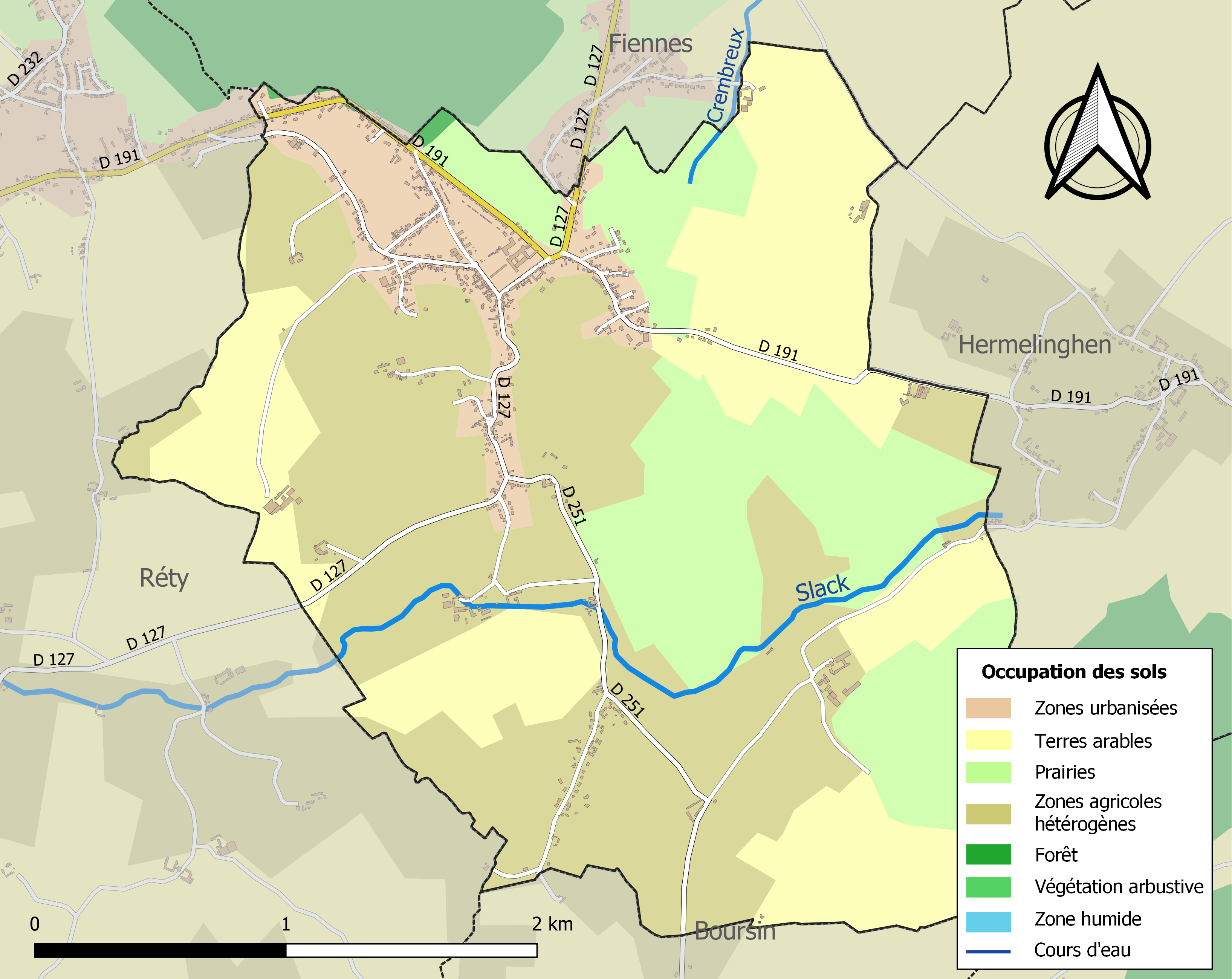
Kaart van de gemeente met belangrijkste infrastructuur, bodemgebruik en omliggende gemeenten

## Demografie
Onderstaande figuur toont het verloop van het inwonertal (bron: INSEE-tellingen).